# Gurgum

Mapa starożytnego Bliskiego Wschodu ok. 1000-800 p.n.e. z zaznaczonymi najważniejszymi aramejskimi i nowohetyckimi królestwami

Gurgum – nowohetyckie królestwo w południowej Anatolii istniejące w 1 poł. I tys. p.n.e.; graniczyło od południa z królestwem Sam’al, a od wschodu z królestwem Kummuh. Jego stolicą, poświadczoną za czasów panowania asyryjskiego króla Sargona II (721-705 p.n.e.), było miasto Marqas (współczesne Kahramanmaraş w Turcji).

## Władcy
Z informacji pochodzących z zapisanych luwijskimi hieroglifami inskrypcji odkrytych w pobliżu i w samym  Kahramanmaraş udało się zrekonstruować dynastię królów gurgumidzkich, z których czterech zidentyfikowano z władcami Gurgum wymienionymi w źródłach asyryjskich:
- Astuwaramanzas
- Muwatalis I
- Laramas I
- Muwizis
- Halparuntijas I
- Muwatalis II – w źródłach asyryjskich Mutallu
- Halparuntijas II – w źródłach asyryjskich Qalparunda
- Laramas II – w źródłach asyryjskich Palalam
- Halparuntijas III – w źródłach asyryjskich Qalparunda
- (przerwa?)
- Tarhulara – poświadczony tylko w źródłach asyryjskich
- Mutallu III – poświadczony tylko w źródłach asyryjskich

Najwcześniejszy z tych władców, Astuwaramanzas, panował w XI w. p.n.e. Był on najprawdopodobniej założycielem dynastii gurgumidzkiej, ale nie wiadomo czy był on też jednocześnie twórcą królestwa, którego początki wciąż pozostają nieznane. Dwóch ostatnich przedstawicieli dynastii znanych jest jedynie ze źródeł asyryjskich, a jej koniec datowany jest na 711 r. p.n.e. – rok w którym Mutallu III uprowadzony został do Asyrii przez króla asyryjskiego Sargona II.

## Dzieje
Gurgum pojawia się po raz pierwszy w źródłach asyryjskich z czasów rządów Aszurnasirpala II (883-859 p.n.e.), kiedy to wysłannicy z tego królestwa wymienani są wśród zagranicznych gości biorących udział w uroczystej inauguracji nowego pałacu w asyryjskiej stolicy Kalchu. Wydaje się, że za panowania Aszurnasirpala II, jak i za rządów jego następcy Salmanasara III (858-824 p.n.e.), Gurgum pozostawało wasalem Asyrii. W pierwszym roku panowania Salmanasara III król Gurgum Mutallu II wysłał mu trybut oraz jedną ze swych córek z bogatym posagiem. W 853 r. p.n.e., w trakcie wyprawy Salmanasara III do Syrii, wśród władców wschodniej Anatolii i północnej Syrii którzy złożyli mu trybut, znalazł się również Qalparunda, król Gurgum. Władca ten najprawdopodobniej nie wystąpił przeciw Asyrii i nie przyłączył się do antyasyryjskiej koalicji władców Syropalestyny, która stawiła czoła Salmanasarowi III w bitwie pod Karkar.
Qalparunda z inskrypcji Salmanasara III identyfikowany jest z Halparuntijasem II, synem i następcą Mutallu II. Halparuntijas znany jest z przedstawiającego go, częściowo zachowanego posągu. W towarzyszącej posągowi inskrypcji w luwijskich hieroglifach wymienione zostały militarne dokonania tego władcy.
W 805 r. p.n.e. asyryjski król Adad-nirari III (810-783 p.n.e.) rozkazał wznieść stelę (tzw. stela z Pazarcık) wyznaczającą nową granicę pomiędzy królestwami Uszpilulume z Kummuh i Qalparundy z Gurgum, syna Palalamy. Wzniesienie steli nastąpiło po pokonaniu przez Adad-nirari III antyasyryjskiej koalicji królów Syropalestyny pod przywództwem Attar-szumki, władcy Arpadu (Bit-Agusi). Qalparunda należał najprawdopodobniej do tej koalicji i po jej upadku Adad-nirari III rozkazał przesunąć granicę z korzyścią dla Kummuh, które pozostało lojalne wobec Asyrii. W późniejszym okresie Gurgum z pewnością było członkiem dowodzonej przez króla Arpadu koalicji królestw, której wojska obległy w 796 r. p.n.e. króla Zakkura z Hamat w mieście Hatarikka, Następnie Gurgum dołączyło do sojuszu Urartu i Arpadu, z którymi w 743 r. p.n.e. walczyć musiał Tiglat-Pileser III (744-727 p.n.e.). Gdy Tiglat-Pileser najechał Gurgum, jego władca Tarhulara podporządkował mu się bez walki. Tiglat-Pileser III pozwolił mu pozostać na tronie, który ten zajmował przez kolejne trzydzieści lat jako trybutariusz króla asyryjskiego. W 711 r. p.n.e. Tarhulara zamordowany został przez swego syna Mutallu, który przejął tron Gurgum. Ówczesny król Asyrii, Sargon II, zareagował na ten przewrót atakując i zajmując Gurgum. Mutallu III został pojmany i zabrany do Asyrii, a samo Gurgum zostało zaanektowane i przekształcone w asyryjską prowincję o nazwie Marqas (od nazwy stolicy byłego królestwa). Marqas pozostało asyryjską prowincją aż do upadku imperium asyryjskiego w końcu VII w. p.n.e.